# Prehistoria en la Comunidad Valenciana

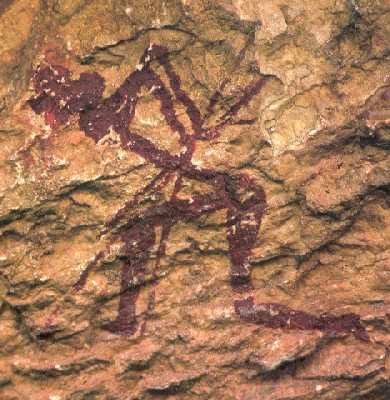
Pintura rupestre en el barranco de la Valltorta, Castellón.

La prehistoria en la Comunidad Valenciana hace referencia al período que comprende desde el Paleolítico (en torno al 350000 a. C.), con la aparición de los primeros pobladores, hasta la ocupación de los pueblos colonizadores (griegos, fenicios y cartagineses; alrededor del 500 a. C.), en el actual territorio de la Comunidad Valenciana (España).
En torno al año 350000 a. C. se documenta la presencia de los primeros pobladores en el actual territorio de la Comunidad Valenciana, en la Cueva de Bolomor. Sobre el 50000 a. C. los neandertales ocuparon la región, llevando una vida completamente nómada. La Cova Negra representa bien este período. En torno al 30000 a. C. los neandertales se extinguieron, siendo la región levantina uno de los últimos territorios que ocuparon, dando paso al ser humano anatómicamente moderno. Este cambio supuso una mejora en la economía y en la tecnología empleada, y el arte hizo sus primeras apariciones. Al contrario que en otras regiones de la península ibérica, como en la cornisa Cantábrica, donde el arte parietal fue predominante, en el territorio valenciano el arte paleolítico más común fue el arte mueble, siendo la Cueva del Parpalló un referente a nivel mundial.
Con la llegada de la agricultura y la ganadería comenzó el Neolítico (5500 a. C. aprox.), siendo la Comunidad Valenciana uno de sus primeros testigos. Se introdujo la cerámica, destacando la cerámica cardial en el Mediterráneo, y se poblaron asentamientos importantes como la Cova de l'Or o el Mas d'Is. También el arte rupestre se encuentra bien representado, siendo abundante en regiones como la Valltorta o Pla de Petracos, este último Patrimonio de la Humanidad.
Con el inicio de la Edad de los Metales, el número de asentamientos en el territorio aumentó, y surgieron las cuevas de enterramiento. Con el inicio de la Edad del Bronce (en torno al 2000 a. C.) se diferenció una cultura llamada «Bronce Valenciano», independiente de la cultura argárica proveniente del sur, aunque la provincia alicantina tomó influencias de ambas. Aunque escasa, surgió la metalurgia, siendo su mayor exponente el Tesoro de Villena, el segundo conjunto de orfebrería más grande de Europa. Los asentamientos presentaban amurallamientos, y estaban situados en zonas de difícil acceso. Algunos asentamientos importantes son los poblados de Cabezo Redondo o Muntanya Asolada.
A finales de la Edad del Bronce, los asentamientos comenzaron a despoblarse progresivamente, aunque muchos de ellos resurgieron en la Edad del Hierro, período en el que los íberos y las culturas prerromanas se desarrollaron en el territorio.

## Paleolítico

### Paleolítico Inferior
Los primeros vestigios de poblamiento humano encontrados en la actual Comunidad Valenciana datan del Paleolítico Inferior, siendo los más antiguos encontrados hasta ahora los de la Cueva de Bolomor (Tabernes de Valldigna, Valencia). Se trata de herramientas y huesos de presas datados en torno al 350000 a. C. Aunque no sean directamente fósiles humanos, se asocian estrechamente con la actividad de homínidos anteneandertales.
Las primeras evidencias de fuego controlado en la Comunidad Valenciana también se documentan en la Cueva de Bolomor, y datan en torno al 250000 a. C. Sin embargo, es posible que la presencia humana en la región date de más tiempo, pues los primeros restos de homínidos en otros lugares de la península ibérica tienen una antigüedad de 800 000 años, y las primeras evidencias de fuego en Centroeuropa tienen aproximadamente medio millón de años.

### Paleolítico medio

Localización de algunos de los yacimientos más importantes del Paleolítico y Epipaleolítico en la Comunidad Valenciana.

Se han recuperado restos del hombre de Neandertal pertenecientes al Paleolítico medio datados entre el 60000 y el 30000 a. C. Las evidencias encontradas en los yacimientos sugieren que eran nómadas, vivían en cavernas, se dedicaban a la caza y la recolección, y realizaban cultos funerarios sencillos. Entre las presas que cazaban se encuentran jabalíes, ciervos, cabras montesas, gamos, o caballos, compitiendo con otros depredadores como el leopardo, el oso pardo o el lobo, cuyos restos también se han encontrado en los yacimientos valencianos.
Se han hallado multitud de herramientas de piedra de técnica musteriense. Estos utensilios líticos apenas sufrieron variaciones en sus características durante el Paleolítico Medio e Inferior, se cree que no evolucionaron durante 200 000 años. Sin embargo, los neandertales también utilizaban elementos orgánicos como lanzas de madera, de los que apenas se tiene constancia en los yacimientos. No obstante, se cree que estas herramientas pudieron desempeñar un papel muy importante para la supervivencia de estos grupos.
Durante este período el número de yacimientos aumenta a lo largo de la región, destacando especialmente la Cova Negra (Játiva), el más importante de este período. Otros yacimientos de interés son El Salt (Alcoy), la Cova de Beneito (Muro de Alcoy) y la Cueva del Cochino (Villena), concentrándose éstos en el sur de la Comunidad. En septiembre de 2009 se localizaron en el yacimiento de la Solana de las Pilillas (Requena) importantes restos de útiles neandertales entre los que se encuentran raederas, denticulados y perforadores, restos de talla y fragmentos de carbones, en buen estado de conservación, datados del 50000 a. C. Este yacimiento es uno de los pocos de este período situados al aire libre en la Comunidad Valenciana.
A finales del Paleolítico Medio, alrededor del año 40000 a. C., se inicia la expansión del hombre de cromañón (Homo sapiens) por toda Europa, y durante un período aproximado de 10 000 años las dos especies de homínidos, los neandertales y los cromañones, coexistieron en las mismas regiones. Esta expansión provocó la extinción de los neandertales en torno al 30000 a. C., cuya última presencia se documenta en las regiones sureñas de la península ibérica, incluyendo el territorio valenciano. Al ser la última región ocupada por los cromañones, el final del Paleolítico Medio se retrasó en comparación con el norte de la península, debido a la aparición más tardía de la industria ligada a los mismos. Además, en el territorio valenciano este cambio se produce de forma rápida y radical.

### Paleolítico Superior
Con la llegada de los cromañones (humanos anatómicamente modernos) se inicia el Paleolítico Superior. Hubo cambios significativos con respecto a los neandertales, como una tecnología y caza más especializada, poblaciones menos nómadas, la optimización en la gestión de recursos o el desarrollo del arte. Las condiciones climáticas durante este período fueron muy severas para los pobladores, pues el planeta atravesó dos glaciaciones, denominadas Würm II y Würm III.
En primer lugar, la tecnología neandertal fue sustituida por un sistema de talla laminar. Este sistema consistía en la extracción de láminas a partir de núcleos líticos expresamente preparados para ello. Se tallaba generalmente sílex, y se confeccionaban útiles como agujas, azagayas, o punzones, además de elementos decorativos como colgantes a partir de dientes o conchas a los que se les practicaban perforaciones.
Del mismo modo la caza se especializó. En las llanuras se dedicaban a cazar ciervos, mientras que en las regiones montañosas cazaban cabras montesas. Esta explotación selectiva para cada tipo de regiones y la búsqueda de recursos de carácter fijo implicó una movilidad más reducida a nivel grupal. También cazaban presas de menor tamaño, principalmente el conejo en el territorio valenciano. Esto no significa que los neandertales no tuvieran la destreza suficiente para cazarlos, pues en los yacimientos se han hallado restos de conejo con evidentes señas de consumo humano; la principal diferencia radica en la cantidad, pues los neandertales sólo lo consumían de manera ocasional, mientras que existen yacimientos de asentamientos de cromañones donde el conejo sobrepasa el 80 % de los restos identificados.
Los yacimientos valencianos hasta el Paleolítico Superior son escasos y están concentrados en el sur de la comunidad, sobre todo en la región próxima a la actual frontera entre las provincias de Valencia y Alicante. Entre los yacimientos más importantes de este período se pueden mencionar las cuevas de Parpalló y Meravelles en Gandía y la Cova de les Rates Penades en Rótova.

#### Arte del Paleolítico Superior

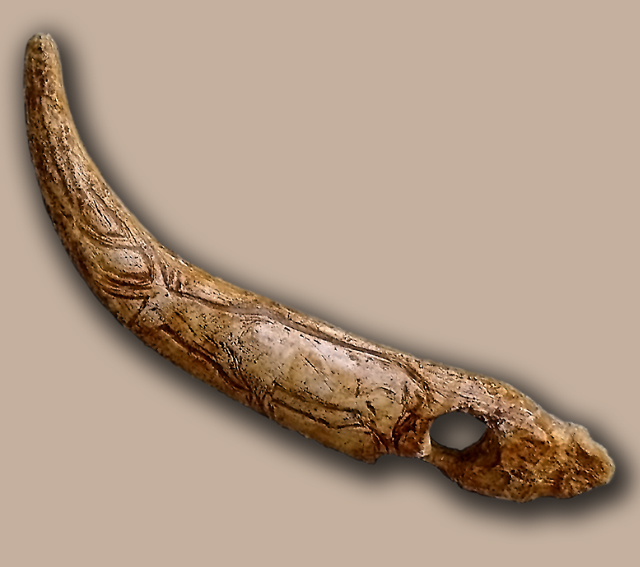
Ciervo grabado en un bastón perforado. Ejemplo de arte mueble.

Durante este período se desarrolla el arte paleolítico en la región levantina. En el Paleolítico Superior, el arte más conocido y que cuenta con mayor representación en la península ibérica es el arte parietal o rupestre (pintado en las paredes de las cuevas, como en la cueva de Altamira). En la Comunidad Valenciana existen varias cuevas donde se puede observar este tipo de arte paleolítico, como lo son la Cova Fosca (Vall de Ebo), Cova de Reinós (Famorca), Abric d'En Melia (Castellón), y las cuevas de Parpalló y Meravelles (Gandía).
Sin embargo, el arte paleolítico predominante en el territorio valenciano es el arte mueble, es decir, objetos artísticos móviles que se pueden transportar. La Cova del Parpalló, en Gandía, es un referente a nivel mundial en este tipo de arte, destacando la gran cantidad de plaquetas decoradas, y en las que con bastante frecuencia se encuentran marcas y motivos decorativos en azagayas, punzones o arpones.
Este desarrollo del arte está asociado al aumento de la complejidad de las sociedades y al crecimiento demográfico, actuando como símbolo de identidad, tanto grupal como individual.

## Epipaleolítico
Durante el Epipaleolítico, o Mesolítico, las condiciones climáticas se suavizaron. Los períodos glaciales del Paleolítico Superior concluyeron y el planeta entró en la época geológica actual, el Holoceno. Esto provocó que los bosques comenzaran a expandirse, y que los polos retrocedieran, causando un aumento del nivel del mar hasta cotas similares a las actuales.
La mejora en la situación climática aumentó la disponibilidad de recursos, tanto animales como vegetales. Entre los recursos consumidos se encuentran de montaña (cabra montesa, jabalí, conejo), vegetales (frutas, bayas, raíces), y marinos (pescado, caracoles, bivalvos).
En este período los asentamientos son de menor duración, debido sobre todo a movimientos estacionales. Aumentan los asentamientos cerca de las costas y alrededor de los ríos, así como en marjales y albuferas, con economías dependientes de los recursos acuáticos. Además, los yacimientos al aire libre son más frecuentes que en períodos anteriores. Ejemplos de este tipo de asentamiento son la Casa de Lara (Villena) y Estany Gran (Almenara).
El utillaje desempeña un papel importante, de hecho, el Epipaleolítico en el territorio valenciano se puede dividir en dos períodos (denominados complejos), según el tipo de talla predominante. El primero de ellos destaca por la utilización de la talla microlaminar, que sustituyó al hueso en la fabricación de armas. Sin embargo, en torno al 6.500 a. C. este tipo de talla es sustituida, y comienzan a predominar los elementos geométricos en las herramientas. Sobre la base de los trabajos de Francisco Javier Fortea, este último complejo se puede subdividir a su vez en tres fases, diferenciándose según la figura geométrica dominante. La primera fase se caracteriza por la abundancia de trapecios, la segunda por los triángulos, y finalmente la tercera por elementos geométricos de doble bisel.
Durante el Epipaleolítico se produjo una expansión importante de asentamientos en la Comunidad Valenciana, aumentando en gran medida su número (se conocen alrededor de treinta) e incluso surgiendo algunos dispersos por la provincia de Castellón, donde apenas se registran yacimientos en períodos anteriores. Entre los más importantes se encuentran la Cueva de la Cocina (en Dos Aguas, suroeste de la provincia de Valencia) y la Cova Fosca (Maestrazgo), aunque también destacan la Cova de Santa Maira (Castell de Castells), el Tossal de la Roca (Valle de Alcalá), el Abric de les Malladetes (Barx), la Cova dels Balus (Vall de Uxó) o la Cova Matutano (Villafamés). La Cueva de la Cocina destaca por los numerosos instrumentos de sílex, sobre todo flechas, y por las placas de piedra con dibujos geométricos, y la Cova Fosca por sus numerosas pinturas rupestres con figuras de pequeño tamaño y de colores oscuros, que muestran escenas de caza y lucha, mostrando siempre a un grupo de individuos y nunca a uno de ellos aislado.

## Neolítico

Mapa de la difusión de la cerámica cardial en el Neolítico. Especial importancia en todo el mediterráneo, incluyendo la Comunidad Valenciana.

El Neolítico llegó al Levante peninsular en torno al 5550 a. C., tratándose de uno de los primeros testimonios en la península ibérica. Durante este período se desarrollan nuevos sistemas de producción y materiales tales como la cerámica y la piedra pulida. Además, debido a la introducción de la agricultura y la ganadería suceden cambios en el modo de alimentación, en el poblamiento y en la organización territorial. En la región situada entre las provincias de Valencia y Alicante se documentan algunos de los yacimientos más importantes de todo el Mediterráneo occidental.
El sistema económico supuso un cambio importante con respecto al período anterior. Las sociedades cazadoras y recolectoras son cada vez más escasas en favor de las sociedades sedentarias, debido a la introducción de la agricultura. Este hecho queda patente con la construcción de grandes cerámicas y silos con el objetivo de almacenar los excedentes de grano. Las evidencias indican que la agricultura se basaba sobre todo en la producción de trigo, cebada y leguminosas. Con el Neolítico también surge la ganadería, destacando la oveja, la cabra y el cerdo como principales especies.

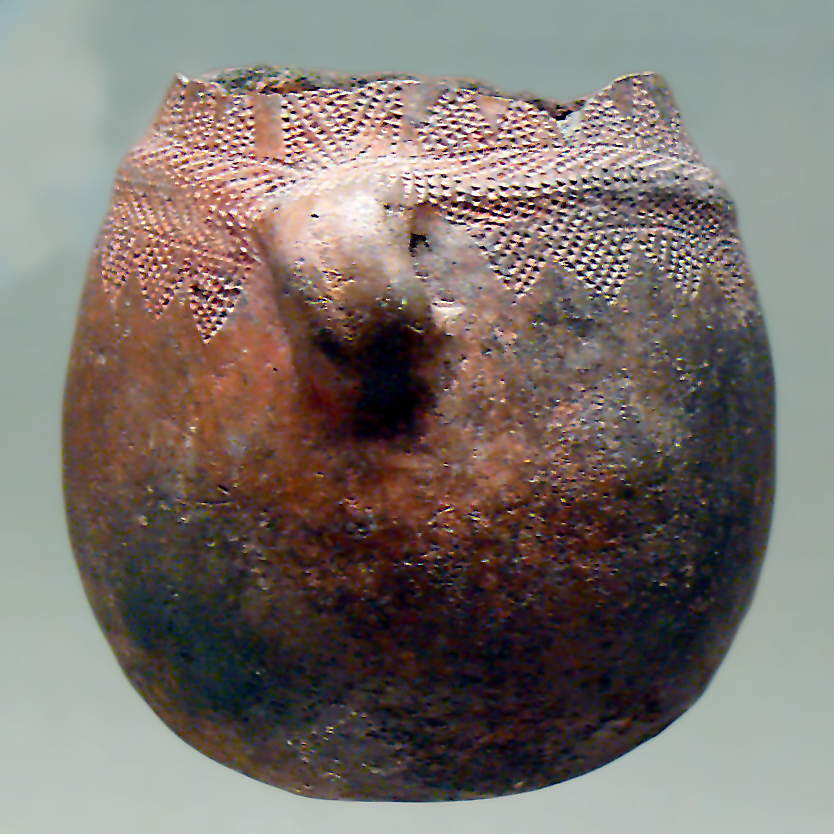
Cuenco de cerámica cardial hallado en la cueva de La Sarsa, en Bocairente.

La característica más destacada de comienzos del Neolítico en toda la región mediterránea es la aparición de la cerámica, en concreto de la llamada cerámica cardial. En este tipo de cerámica son características las decoraciones mediante impresión de conchas de berberecho (Cardium edule). En la Cova de la Sarsa se han hallado restos humanos que indican rituales funerarios, cuyos enterramientos vienen acompañados por cerámicas decoradas de este tipo.
Sin embargo, esta característica no perduró durante todo el Neolítico. De hecho, el período se puede dividir en cuatro fases según el tipo de cerámica fabricado: entre el 5600 y el 5200 a. C. predomina la cerámica cardial, siendo la cerámica no cardial la dominante hasta el 5000 a. C.; desde el 5000 hasta el 4500 a. C. son características las cerámicas peinadas, y desde entonces hasta el 3200 a. C. las cerámicas lisas.
Otros materiales de importancia son los fabricados a partir de piedra pulida, como azuelas y hachas, además de enormes láminas de sílex. La introducción de la agricultura también influyó en la fabricación de materiales, pues se han hallado cucharas, espátulas, y otros útiles relacionados con esta actividad.
Los primeros pobladores de este período se asentaron en regiones donde aparentemente no existen yacimientos epipaleolíticos. La mayoría de los asentamientos conocidos son en cueva, aunque existen algunos al aire libre de gran importancia, como el Mas d'Is. Los asentamientos se distribuyen en tres focos principales; uno cerca de la costa, como la Cova del Llop (Gandía), Cova de la Cendra (Teulada), o la Cova Ampla del Montgó (Jávea); otro más al interior, como la Cova de l'Or, la Cova de la Sarsa, o el Mas d'Is; y otro en la provincia de Castellón, como la Cova Fosca, la Cova de les Bruixes (Rosell), y las covachas de Can Ballester (Vall de Uxó), entre otros. La Cova de l'Or, en Beniarrés, es un referente del Neolítico mediterráneo. En ella se han hallado numerosas cerámicas, que mediante la prueba del carbono-14 en restos de cereales carbonizados, se han datado entre el 5750 y el 5050 a. C.

### Arte rupestre
En las primeras etapas del Neolítico el arte rupestre, también denominado arte parietal, comenzó a adquirir una mayor relevancia en todo el territorio levantino.
Este tipo de arte se puede dividir en tres horizontes. El más antiguo, denominado arte Macroesquemático, está estrechamente asociado a las primeras poblaciones neolíticas. Le sigue el arte Levantino, un tipo de arte naturalista y narrativo, caracterizado por multitud de escenas de caza. Por último, el arte Esquemático, que se inicia a finales del Neolítico pero perdura hasta la Edad de los Metales, en el que destaca la caracterización de humanos y animales mediante líneas muy básicas.
El arte Macroesquemático se concentra sobre todo en la región comprendida por las sierras de Aitana, Mariola y Benicadell. Uno de los conjuntos más relevantes, no solo en este tipo de arte, sino del arte rupestre en general en la península ibérica, es Pla de Petracos, próximo a la localidad de Castell de Castells, Alicante. Este conjunto es Patrimonio de la Humanidad desde el año 1998, junto con otros abrigos importantes de la región levantina. Pla de Petracos posee un gran número de cavidades, cuyas pinturas se encuentran en buen estado de conservación. Estas representan el modo de vida y las creencias de los pobladores del Neolítico, caracterizando la agricultura, la ganadería y la utilización del complejo como santuario religioso, a menudo relacionado con mitos acerca de la fertilidad de las tierras.
El arte Levantino se encuentra ampliamente representado, principalmente en los núcleos de Valltorta-Gasulla y Bicorp.

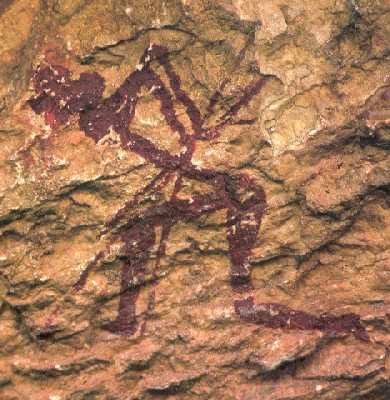
Pintura rupestre en Valltorta, próximo a la localidad castellonense de Albocácer. La figura representa a un arquero.
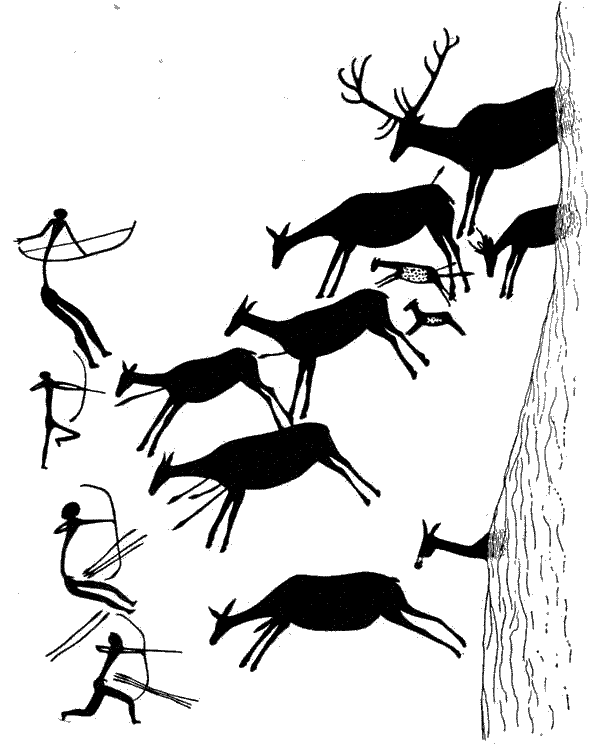
Dibujo esquemático de Hugo Obermaier en el que se representa la Cacería de ciervos de la Cueva de los Caballos (Valltorta). Ejemplo de arte Levantino.
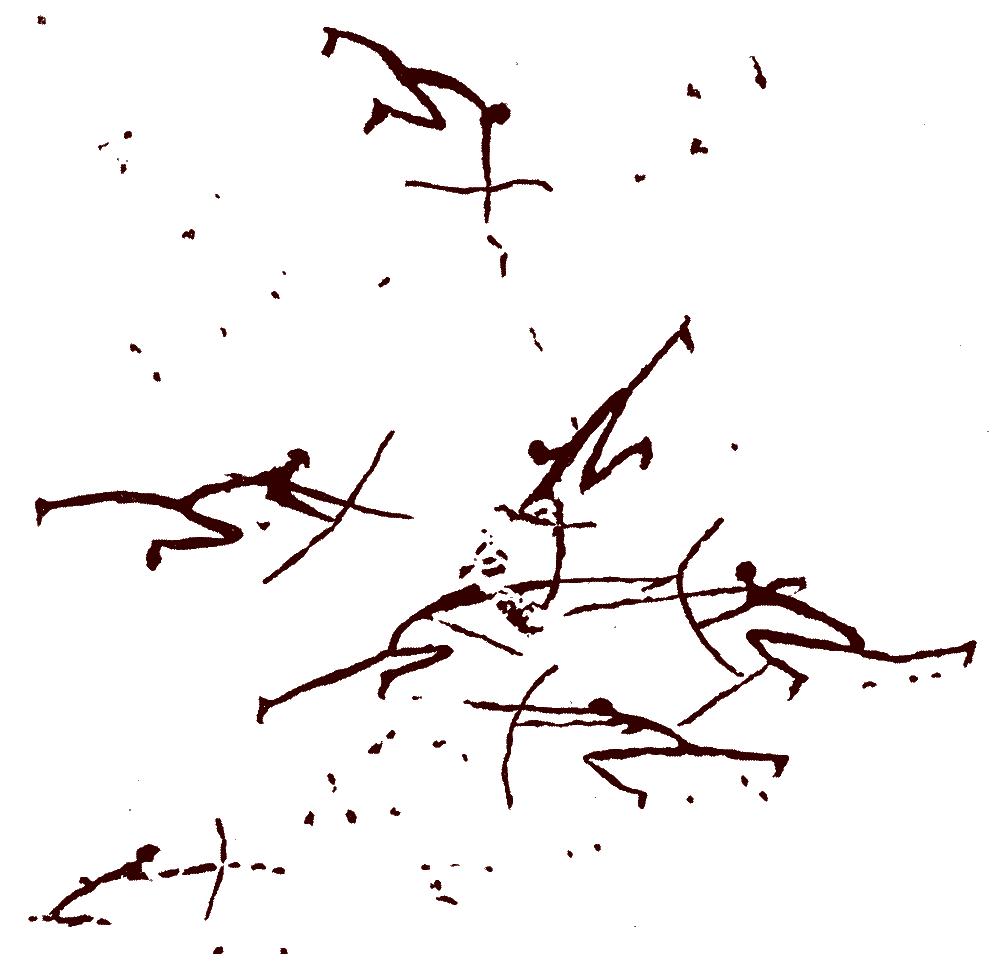
Dibujo que muestra un combate entre arqueros. Morella la Vella, Castellón.
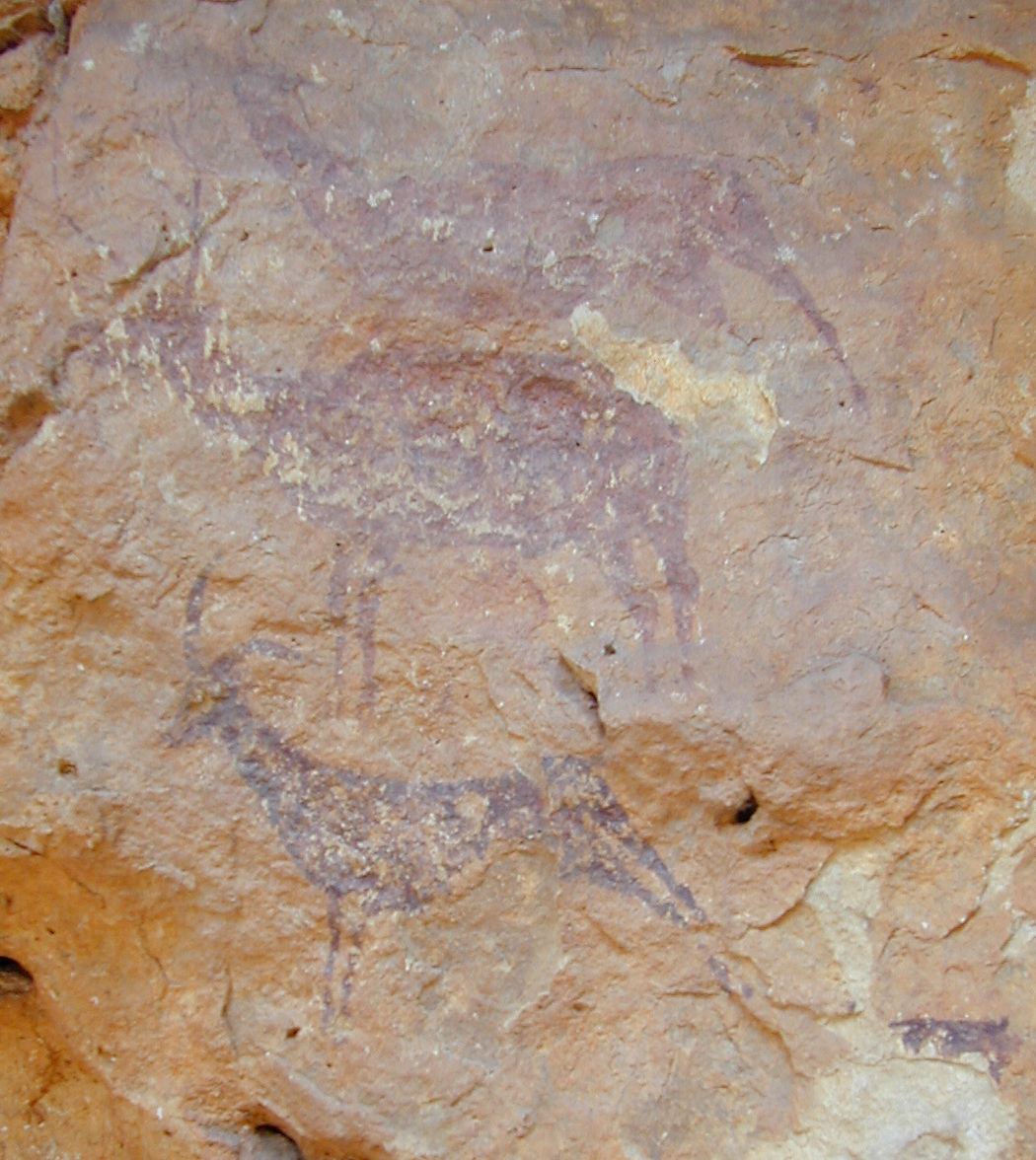
Cuevas de la Araña, Arte Rupestre Levantino de Bicorp

## Calcolítico

Yacimientos donde, hasta 1974, se hallaron objetos de la cultura campaniforme.^{, p.69}

El Calcolítico/Eneolítico (o Edad del Cobre) valenciano comienza con la llegada de los primeros metales, tratándose de un período de transición a la Edad del Bronce. En función de los estilos cerámicos puede dividirse en dos períodos: Eneolítico, desde el 3900 a. C. hasta el 2600 a. C., y Calcolítico Campaniforme, del 2600 a. C. al 2100 a. C.
La caza es una actividad cada vez menos ejercida, aunque todavía existen indicios de su práctica en algunos yacimientos de este período. Es más común, sin embargo, el cultivo de cereales y legumbres, así como el aprovechamiento del ganado y de los productos derivados del mismo, como la leche o la lana. Evidencias de esta expansión agraria son los grandes silos de Niuet y Les Jovades, ambos próximos a la localidad de Alquería de Aznar.
La cerámica campaniforme comienza a prosperar. Este tipo de cerámica se caracteriza por presentar vasos acampanados de profundidad considerable. Puede observarse la evolución que presentan las técnicas de decoración de estas cerámicas, desde un estilo de cerámica cordada (clavando cuerdas o tejidos) y puntillada (alineaciones geométricas), hasta una cerámica de incisión (realizada con herramientas punzantes). Otros materiales presentes en este período son las armas de cobre, tales como puñales de lengüeta y puntas de Palmela, las cuales son una evidencia de la transición a la Edad del Bronce.
El número de poblados se incrementa en gran medida, imperando los asentamientos al aire libre y a menudo próximos a los ríos. Las casas de los poblados comienzan a adquirir robustez y consistencia, habitualmente construidas de barro en combinación con vegetales, y en ocasiones junto a un zócalo de piedra como base. Estas estructuras pueden presentar dos formas predominantes: rectangulares o circulares (u ovaladas). En la Ereta del Pedregal (Navarrés) se pueden observar multitud de casas rectangulares, mientras que en el asentamiento de Les Moreres (Crevillente) abundan las estructuras circulares y ovaladas. Este último asentamiento se encuentra además rodeado por una muralla con baluartes, lo que, junto al aumento de asentamientos en zonas elevadas (como la Rambla Castellarda, en Liria), evidencia la preocupación defensiva que comenzaba a prosperar durante este período y que se intensificará durante la Edad del Bronce.

### Cuevas de enterramiento
Mientras que en el resto de la península ibérica comienza a difundirse el megalitismo, durante en el Calcolítico valenciano surgen las cuevas de enterramiento. Por lo general, en estas cavidades o grietas naturales se enterraban colectivamente a los fallecidos, junto con un gran número de enseres y objetos de adorno. En ocasiones se empleaban para este fin las fosas o los silos utilizados para almacenar grano dentro del poblado.
Entre los objetos hallados en las cuevas de enterramiento se encuentran puntas de flecha de sílex, hachas, azuelas, cerámicas campaniformes (tanto peinadas como lisas), y gran variedad de elementos de adorno, como colgantes, colmillos, collares o conchas. Además, los objetos de cobre son cada vez más diversos; de este material se han encontrado cuchillos, puñales, cinceles, o punzones, entre otros elementos.

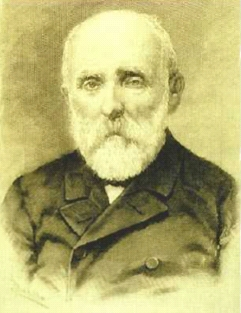
El prehistoriador valenciano Juan Vilanova i Piera.

En cuanto a los yacimientos, quizá el hallazgo más importante en este tipo de cuevas corresponda a Les Llometes, en el término municipal de Alcoy. En 1884, el arqueólogo y naturalista valenciano Juan Vilanova i Piera y el ingeniero Enrique Vilaplana Juliá exploraron esta cavidad por vez primera. Remigio Vicedo recoge las memorias originales tomadas por los dos exploradores, cuyo trabajo comienza con el descubrimiento casual de la cavidad por parte de unos trabajadores que se encontraban en la zona:

A primeros de octubre de 1884 y al arrancar una piedra de la superficie en la loma denominada «Les Llometes», fue descubierta una concavidad que llamó la atención de los que allí trabajaban por la circunstancia de encontrar en su superficie interior seis esqueletos humanos, reposando cada cráneo en una olla de barro tan flojo que se deshizo en pedazos al poco esfuerzo a que se la sometió. Al no encontrar dinero ni medallas, revolvieron el terreno y se pudo recoger entre tierra y huesos algunas herramientas de cobre puro...
J. Vilanova i Piera, E. Vilaplana Juliá. La gruta de 'Les Llometes' en Alcoy. 1884., p.41

Durante esta primera exploración se encontraron sobre todo útiles de piedra (puntas de flecha, cuchillos de sílex, buriles, hachas y azuelas), así como cráneos de humanos enterrados y materiales de hueso y de cobre, en menor proporción. Una parte de estos materiales se encuentra en el Museo Arqueológico Municipal de Alcoy. En 1958 la cueva vuelve a ser explorada y estudiada, hallándose múltiples enseres (como cuchillos, hachas, espátulas o puntas de flecha), cerámicas y elementos de adorno (colgantes y collares), además de 24 cuerpos humanos enterrados.
En algunas cuevas levantinas se han encontrado los llamados «ídolos oculados». Se trata de representaciones humanas sencillas practicadas en los huesos de los individuos enterrados, con dos patrones circulares que simbolizan los ojos. El caso más significativo es el de la Cova de la Pastora, también en Alcoy, donde se encontró uno de los conjuntos más amplios de estos elementos, además de setenta y cinco cuerpos inhumados.
Otros yacimientos de importancia son la Cova Santa (Vallada), donde se hallaron nueve cuerpos inhumados, o la Cova dels Gats (Alcira), ambos con abundantes cerámicas y objetos de adorno.

## Edad del Bronce
Con la introducción del bronce para la fabricación de herramientas se inicia la Edad homónima. La agricultura se desarrolla, los asentamientos son cada vez más complejos, y las sociedades comienzan a jerarquizarse. La cerámica es el material más abundante, aunque también son significativos los útiles de piedra y hueso. Surge la metalurgia, siendo el rasgo distintivo principal de este período, y se inicia tímidamente la producción textil. Los asentamientos se localizan por lo general en zonas elevadas y presentan murallas de piedra.
Su datación es objeto de discusión, aunque por lo general todos los autores aceptan que su duración es de un milenio. En cambio, según qué autores su inicio puede oscilar, siendo lo más aceptado su comienzo en torno al 2200 a. C. y su finalización alrededor del 1000 a. C. Dentro de este período se ha definido el Bronce Valenciano (2200 a. C.‑1500 a. C.) y el Bronce Tardío (1500 a. C.‑1000 a. C.). Además, como las fronteras entre la Edad del Bronce y la Edad del Hierro se muestran en cierto modo difuminadas, se ha definido el Bronce Final (1000 a. C.‑800 a. C. aproximadamente) como una etapa de transición.

### Bronce Valenciano
Miquel Tarradell identificó el Bronce Valenciano en la década de 1960 como una cultura propia de la región valenciana, e independiente de la cultura argárica proveniente de Almería. Las características que diferencian al Bronce Valenciano son principalmente la ausencia de enterramientos bajo las casas, la escasez de elementos metálicos, y la inexistencia de algunos objetos cerámicos, tales como copas o elementos carenados.
Este concepto continúa vigente en la actualidad, aunque con algunos matices que otros prehistoriadores han introducido. No obstante, aunque el norte y el centro de la Comunidad presenten objetos de la cultura del Bronce Valenciano, la provincia de Alicante recibe fuertes influencias de la cultura argárica, hasta el punto de que ciertos materiales son considerados pertenecientes a la misma, como sucede en las comarcas del Bajo Vinalopó y la Vega Baja del Segura. Del Bronce Tardío se tiene poca información en la Comunidad Valenciana debido al uso de materiales blandos y poco duraderos, aunque se ha documentado la existencia de actividad social y comercial.
La agricultura y la ganadería son las actividades económicas principales. Los cultivos aumentaron su rendimiento y producción, debido sobre todo a la inclusión de nuevas especies y a la alternancia entre cereales y legumbres. La introducción del arado permitió una agricultura extensiva de secano. En cuanto a la ganadería, esta se basaba en la cría de cabras y ovejas, ya que de ellas se puede aprovechar la leche y sus derivados (queso y yogures), así como la carne y la lana. También se criaban, aunque en menor proporción, cerdos, caballos, o bueyes, este último también utilizado como animal de tracción para el arado. Ocasionalmente se cazaban jabalíes y conejos, tanto para aprovechar su carne como para proteger los cultivos.
La búsqueda de terrenos para el cultivo y el ganado, junto con el aumento de la población, condujo a una marcada explotación del territorio. La principal consecuencia de esto fue una deforestación acentuada, ya que los bosques próximos a las poblaciones eran aprovechados para la construcción y la obtención de leña, entre otras actividades.
La cerámica se caracteriza por ser de escasa calidad y por poseer poca o nula decoración. Entre estos elementos se encuentran cuencos, jarras o queseras. Los rasgos de las cerámicas han permitido identificar diferencias comarcales, las cuales podrían ser debidas a las adaptaciones al medio que tuvieron que llevar a cabo los pobladores, así como a las influencias externas de las diferentes culturas. Las hachas de piedra pulida continúan fabricándose, al contrario que los elementos de sílex, que dejan prácticamente de producirse. Otros materiales de piedra son los morteros, mazas, martillos o dientes de hoz. También, se han hallado algunos punzones, espátulas o anillos hechos de hueso, aunque este material se utilizará cada vez con menos frecuencia en el territorio. Algunos yacimientos en los que se han encontrado fusayolas y pesas de telar, así como fibra de lino, evidencian el inicio de las actividades textiles.

#### Metalurgia y minería
La aparición y el desarrollo de la metalurgia conforman la característica principal del período, aunque esta no explica por sí misma todos los cambios socioeconómicos que acontecieron.
La producción de bronce en la Comunidad Valenciana fue muy reducida, debido a la escasez minera en general del territorio, y en particular de las materias primas necesarias para la fabricación de la aleación (cobre y estaño). Así pues, la región valenciana tuvo que abastecerse casi exclusivamente de extracciones mineras externas, sobre todo de zonas más meridionales como Almería y Murcia, donde, además de abundar los afloramientos de cobre, también destaca la facilidad de acceso a los mismos. La excepción es la sierra de Orihuela, una zona rica en recursos mineros, hasta el punto de que se han hallado más objetos metálicos en San Antón (Orihuela) que en la mayoría de los yacimientos argáricos. Existen otras zonas mineras de menor importancia, como las proximidades del río Palancia, entre las provincias de Valencia y Castellón, aunque su aprovechamiento no se inició hasta finales de la Edad del Bronce.
En cuanto a las actividades metalúrgicas, las zonas que recibieron influencias de la cultura argárica presentan más cantidad de objetos metálicos, mientras que en las regiones del norte y del centro de la Comunidad (cultura del Bronce Valenciano) la actividad metalúrgica es significativamente menor, tanto en volumen como en número. Esto se debe en parte, además de a las dificultades para la obtención de materia prima, a la falta de demanda social. Además, las herramientas de bronce se podían fundir y volver a producir, reutilizando el material. Al contrario que en otras culturas, como la argárica, donde la metalurgia producía generalmente objetos metálicos de adorno, en el Bronce Valenciano los materiales desempeñaban una función más práctica. Entre los objetos relacionados con la actividad metalúrgica se documentan crisoles, moldes o escorias, con los que se fabricaban útiles como punzones, puntas de flecha, cinceles, puñales y algunos objetos de adorno (brazaletes, aretes o anillos). Además, en la sierra de Orihuela se han hallado picos próximos a las minas de cobre. También se desarrolla la orfebrería, siendo el Tesoro de Villena y el Tesorillo del Cabezo Redondo (Villena) los hallazgos más destacados.

##### El Tesoro de Villena

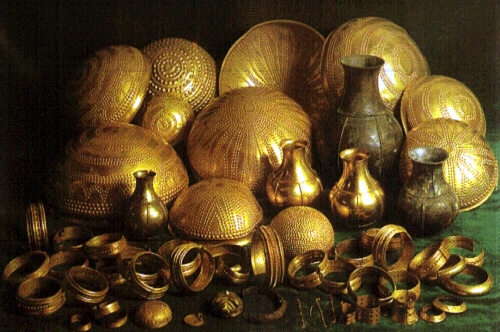
Tesoro de Villena, el conjunto de orfebrería prehistórica más grande e importante de la península ibérica, y el segundo de Europa.

El Tesoro de Villena es un conjunto de elementos de orfebrería compuesto por 66 piezas de oro, plata, hierro y ámbar que en total pesan casi 10 kg. Se trata, después de las Tumbas Reales de Micenas (Grecia), del mayor tesoro áureo de toda Europa.
El conjunto contiene elementos de vajilla (cuencos y frascos), armas y adornos varios (sobre todo brazaletes). Los brazaletes están desgastados por el uso, pero no se sabe si la vajilla fue de uso cotidiano, ritual o votivo. Todas las piezas pertenecen a la Edad del Bronce y fueron ocultadas en torno al año 1000 a. C. en una vasija cerámica del tipo del Bronce Valenciano o argárico. Poseen un gran interés los dos objetos de hierro, ya que se trata de los objetos de este material más antiguos aparecidos en la península ibérica y corresponden a un estadio arcaico del uso de este metal, en el que se le considera un metal noble y, por tanto, se emplea en elementos de orfebrería ornamental.
Fue hallado en 1963 por el arqueólogo José María Soler García, durante unos trabajos de extracción en la Rambla del Panadero, próxima a Villena. En la actualidad se encuentra depositado en el Museo Arqueológico de Villena y constituye su pieza más importante. Se cree que el autor o autores del tesoro pudieron ser locales, dado su parecido con el Tesorillo del Cabezo Redondo, que con bastante probabilidad se realizó en el poblado prehistórico de Cabezo Redondo, lo cual indicaría un importante foco cultural en esta región. Otros autores, sin embargo, lo relacionan con diferentes culturas peninsulares y europeas, sin que se haya alcanzado un consenso claro en cuanto a su origen.

#### Asentamientos del Bronce Valenciano
A partir del Bronce Valenciano ya se pueden encontrar asentamientos prácticamente por todo el territorio y de todos los tipos, aunque son escasos los habitados durante todo el período. Generalmente se encontraban al aire libre en terrenos elevados y de difícil acceso, y presentaban elementos defensivos, desde pequeños muros hasta grandes murallas con fosos y torres. En ocasiones, al lado de los poblados se localizan cuevas donde enterraban a los difuntos, siendo característico del Bronce Valenciano. Las casas eran cuadradas o rectangulares, estaban construidas de barro con un zócalo de piedra como base, poseían suelos de tierra batida, y se sostenían con vigas y postes de madera. Además, dentro del mismo poblado surgen áreas diferenciadas según la actividad; zonas de trabajo, de almacenamiento, de fabricación o de descanso.
Los asentamientos del Bronce Valenciano se han clasificado en función de su tamaño y de su arquitectura en (de menor a mayor tamaño):
- Campamentos.
- Atalayas: Torrelló (Onda).
- Caseríos: Llometa del Tio Figuetes (Benaguacil), la Lloma de Betxí (Paterna), Caramoro (Elche).
- Aldeas: Terlinques (Villena).
- Poblados: Cabezo Redondo (Villena), Muntanya Asolada (Alcira).

Algunos de estos asentamientos, como Terlinques o la Muntanya Asolada, estuvieron ocupados durante buena parte del período, característica también compartida por la Mola d'Agres (Agres) o el Pic dels Corbs (Sagunto), por citar algunos ejemplos significativos. Los asentamientos de Tossal Redó (Bellús) y El Puntal de Cambra (Villar del Arzobispo) constituyen buenos ejemplos de amurallamiento de la época. En general, los poblados no presentan ninguna estructura urbanística particular, con excepción del Mas de Menente (Alcoy).

### Bronce Final
Durante el Bronce Final la variedad agrícola en los cultivos adquiere una mayor importancia, introduciéndose especies como el lino, en el yacimiento de Cabezo Redondo (Villena), o el mijo, documentado en Mola d'Agres (Agres, Alicante). Además, surgen grupos ganaderos de elevada movilidad, los cuales ocupan temporalmente algunos asentamientos nuevos.
La cerámica característica de este período es una cerámica carenada (la carena es el ángulo o curva que presenta en su superficie) hecha a mano y con base plana, con diferentes tipos de decoración (incisa, excisa, o acanalada).
La región valenciana ejercía de red intercomunicadora entre las diferentes culturas existentes durante este período. La Comunidad se vio influenciada en gran medida por la cultura de los campos de urnas, proveniente de Centroeuropa, así como por la cultura de Cogotas I originaria de la meseta peninsular.
De alrededor del 1100 a. C. está documentada la primera influencia de la cultura de los campos de urnas, en la provincia de Castellón, hallándose objetos de esta cultura de hasta el 650 a. C. Entre estos objetos cabe destacar las cerámicas (excisas, incisas o acanaladas), y entre las costumbres inculcan nuevos rituales de enterramiento. El área de influencia de esta cultura se extiende hasta el Vinalopó, en la provincia de Alicante, donde aparecen fragmentos de manera esporádica. En el yacimiento de la Mola d'Agres se ha hallado una fíbula de codo ad occhio perfectamente conservada, datada entre el 1000 a. C. y el 750 a. C., junto con otros elementos como moldes de fundición.
Está documentada una crisis en los asentamientos, que fueron abandonados de forma progresiva a finales del Bronce Tardío. Este abandono fue más acentuado en las provincias de Alicante y Valencia. Como consecuencia de esto, en el Bronce Final surgieron nuevos asentamientos en ubicaciones diferentes, algunos de los cuales formarían importantes centros urbanos durante la Edad del Hierro. Sin embargo, la mayor parte de estos nuevos asentamientos fueron refugios donde algunos grupos de pobladores practicaban explotaciones ganaderas, con viviendas construidas con materiales poco duraderos.
En las comarcas de la Ribera Alta y Ribera Baja se documentan nuevos poblados, como Escola Pies y Cases de Montcada (Alcira), y l'Alteret de la Vintihuitena (Albalat de la Ribera), todos ellos situados en zonas de llanura, abandonándose los asentamientos en regiones montañosas y de difícil acceso.
En la provincia de Castellón se documentan algunos yacimientos nuevos, como Vinarragell (Burriana) y Torrelló del Boverot (Almazora), influenciados en gran medida por la cultura de los campos de urnas.

#### Incineración de cadáveres
La cultura de los campos de urnas proveniente de Centroeuropa trajo consigo la práctica de la cremación de cadáveres, la cual consistía en incinerar a los difuntos y depositar sus cenizas bajo tierra en una urna cerámica.
Destacan tres tipos de rituales de enterramiento: 
- Incineración, para posteriormente depositar los restos en urnas cerámicas: la necrópolis más conocida de la Comunidad Valenciana es la de Torrelló del Boverot, en Almazora, donde se practicaba este tipo de ritual. También se ha documentado en Cabanes, Salsadella y La Montalbana (Ares del Maestre).
- Inhumación en cueva: característicos en la zona de la Hoya de Alcoy y el Condado de Cocentaina.
- Incineración, para después depositar las cenizas en estructuras tumulares: proveniente del noroeste (río Segre y Bajo Aragón), influenció una parte de la provincia castellonense.[74]

## Edad del Hierro
La Edad del Hierro comprende el período entre en torno al 800 a. C. y la conquista romana en el 218 a. C. Se divide en Hierro Antiguo o Primera Edad del Hierro (800 a. C. - 500 a. C. aprox.) y Segunda Edad del Hierro (aprox. 500 a. C. - 218 a. C.), aunque durante este período las culturas prerromanas imperan y se desarrollan en la región, dentro de lo que ya puede considerarse protohistoria.

### Inicios de la Edad del Hierro
Las características principales son la expansión de este metal, el aumento demográfico y la urbanización de los poblados, dando lugar a importantes núcleos de población.
En lo referente a la agricultura, se introducen nuevas especies como el olivo o la vid, que consolidan el sedentarismo. En cuanto a la ganadería, aparte de un pequeño aumento en el tamaño del ganado no se identifican grandes cambios respecto al período anterior.
Si bien es cierto que la cantidad de objetos de hierro aumenta, este metal ya se introdujo con anterioridad en la Comunidad Valenciana, apareciendo esporádicamente, por ejemplo en el Tesoro de Villena, donde se documenta la pieza de hierro más antigua de toda la península ibérica (en torno al 1000 a. C.). Así, los rasgos materiales que definen con mayor claridad el período son las fíbulas, la diversificación de los útiles de bronce, o la utilización del torno para la producción cerámica.
El aumento demográfico y la urbanización provocan la aparición de importantes centros urbanos, algunos de ellos sobre antiguos centros del Bronce Final. Además, las viviendas comienzan a ser más sólidas al construirse de piedra, y la estructura del poblado comienza a planificarse, identificándose calles bien definidas.
Durante este período, los fenicios comerciaron sobre todo con la región próxima a la desembocadura del Vinalopó, donde existía una gran concentración de población, y fundaron el único asentamiento fenicio en la Comunidad Valenciana, La Fonteta, en Guardamar del Segura.